# Þingvallavatn
Þingvallavatn (en islandés, 'el lago del Þingvellir' o Thingvallavatn)  es un lago de origen volcánico en el suroeste de Islandia. Es el segundo más grande del país y se encuentra cerca del valle Þingvellir.

## Geografía
Con una superficie de 84 km² es el lago natural más grande de Islandia. Su profundidad máxima es de 114 metros. Lo alimenta el río Öxará y su único desagüe es el río Sog. Se encuentra cerca del volcán activo Hengill.
El origen volcánico de las islas del lago es a su vez visible. Las grietas y fallas alrededor de él, de la que el famoso cañón Almannagjá es el más grande, es donde se encuentran las placas tectónicas euroasiática y la norteamericana. 

## El Þingvellir
En su orilla norte se encuentra el Þingvellir, de donde el lago tomó su nombre. Allí se fundó el parlamento nacional o Alþingi en el año 930. El lago forma parte del Parque nacional del mismo nombre. 